# Solarpark Magdeburg
Der Solarpark Magdeburg ist eine Freiflächenphotovoltaikanlage in Sachsen-Anhalts Landeshauptstadt Magdeburg im Stadtteil Herrenkrug nördlich der B 1.

## Beschreibung
Die Anlage entstand auf dem Gebiet einer ehemaligen Mülldeponie am Cracauer Anger. Der bis 1998 angesammelte Müllberg ist etwa 52 Meter hoch und erforderte beim Bau gewisse Umstandsmaßnahmen. Außerdem befindet sich direkt darunter ein funktionierendes Gasnetz, wodurch die Gestelle maximal einen halben Meter in den Boden tief eindringen durften. Die Bauzeit betrug insgesamt fünf Monate. Fertiggestellt wurde sie im Dezember 2011 und eröffnet im Januar 2012.
Auf dem 15 Hektar großen Areal produzieren etwa 37.600 Photovoltaik-Module mit einer Gesamtfläche von 145.000 m² elektrische Energie mit einer Nennleistung von 8,5 MW peak. Diese wird mittels einer 30-kV-Leitung in das Mittelspannungsnetz eingespeist und reicht aus, um über 11.000 Haushalte zu versorgen.